# Петао Софроније
Петао Софроније (енгл. Foghorn J. Leghorn) амерички је цртани лик који се појављује у цртаној серији Looney Tunes.

## Инспирација
Карактер петла Софронија је директно инспирисан ликом из радио-драме сенатором Клегхорном из Сједињених Америчких Држава. Петао је усвојио многе од Клегхорнових фраза као што су „ово је шала, реците ми да је ово шала." 

## Биографија
Софроније је приказан као велики антропоморфни бели одрастао петао са стереотипним акцентом јужњачке Америке. Он се први пут појавио 1946. године у филму  Walky Talky Hawky. Све карикатуре Софронија су биле у режији Роберта Мекимсона и петао са Тасманијским ђаволом је окарактерисан као најпопуларнији симбол повезан са режисером. У Србији је глас популарном Софронију давао Љубиша Бачић.

## Премијере цртаног филма

### Кратки филмови (1946—63)
Свих 28 кратких цртаних филмова у периоду 1946—1963. године режирао је редитељ Роберт Мекимсон.
- (1946)
- (1947)
- (1948)
- (1949)
- (1950)
- (1950)
- (1951)
- (1951)
- (1952)
- (1952)
- (1953)
- (1953)
- (1954)
- (1955)
- (1955)
- (1956)
- (1956)
- (1956)
- (1957)
- (1958)
- (1959)
- (1960)
- (1960)
- (1961)
- (1962)
- (1962)
- (1963)